# Interstate 79
Interstate 79 (I-79) é uma rodovia interestadual no leste dos Estados Unidos, designada a partir da I-77 em Charleston, Virgínia Ocidental, ao norte da Pennsylvania Route 5 (PA 5) e PA 290 em Erie, Pensilvânia. É uma via principal que atravessa o oeste da Pensilvânia e a Virgínia Ocidental e faz parte de um importante corredor para Buffalo, Nova Iorque, e a fronteira entre o Canadá e os Estados Unidos. As principais regiões metropolitanas conectadas pela I-79 incluem Charleston e Morgantown, na Virgínia Ocidental, e a Grande Pittsburgh e Erie, na Pensilvânia.
Na Virgínia Ocidental, a I-79 é conhecida como Jennings Randolph Expressway, nomeada em homenagem ao representante e senador da Virgínia Ocidental. Nos três condados mais ao norte, ela é sinalizada como parte do High Tech Corridor. Na maior parte de seu trecho na Pensilvânia, ela é conhecida como Raymond P. Shafer Highway, em homenagem ao 39º governador da Pensilvânia.